# Benthonectes filipes
Benthonectes filipes is een tienpotigensoort uit de familie van de Benthesicymidae. De wetenschappelijke naam van de soort is voor het eerst geldig gepubliceerd in 1885 door Smith.